# Barbara-Stollen (Huda Jama)

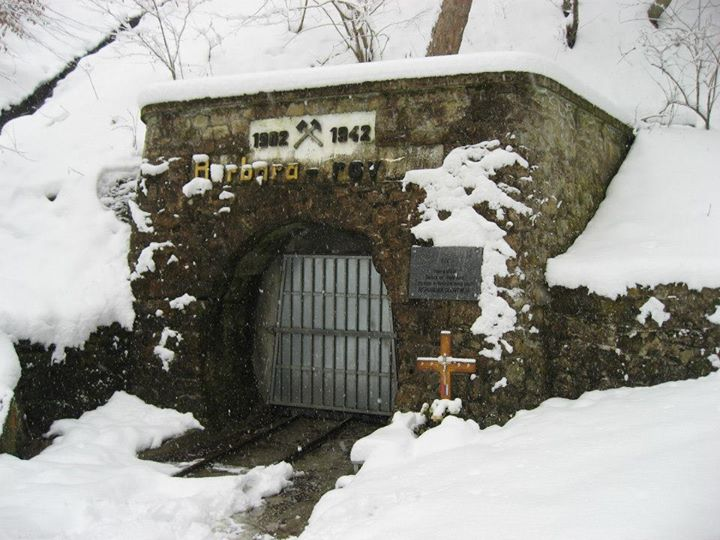
Eingang zum Barbara-Stollen, 2013

Der Barbara-Stollen (slowenisch Barbara rov, benannt nach Barbara, Schutzpatronin der Bergleute) oder auch Huda Jama-Höhle (slowenisch für Schlimme Höhle) ist ein Bergwerksstollen neben der Ortschaft Huda Jama (Gemeinde Laško) in Slowenien, in dem von 1902 bis 1942 sowie von 1945 bis 1992 Braunkohle abgebaut wurde und der nach dem Ende des Zweiten Weltkrieges zum Massengrab des Barbara-Stollen-Massakers wurde.

## Barbara-Stollen-Massaker
Das Massaker von Barbara (slowenisch: Pokol v Barbara rovu, kroatisch: Pokolj u Barbarinom rovu) war die Massentötung von kriegsgefangenen Soldaten des Unabhängigen Staates Kroatien und der slowenischen Heimwehr sowie von Zivilisten nach dem Ende des Zweiten Weltkriegs. Mehr als tausend Kriegsgefangene und einige Zivilisten wurden im Mai und Juni 1945 von jugoslawischen Partisanen hingerichtet, nachdem die Briten Bleiburg repatriiert hatten.  Der Ort des Massakers wurde daraufhin mit Betonbarrieren abgeriegelt und Diskussionen darüber verboten.
Die Massengrabstätte, eine der größten in Slowenien, wurde erstmals 1990, nach dem Fall des Kommunismus in Jugoslawien, öffentlich diskutiert. Eine Gedenkkapelle wurde 1997 in der Nähe des Eingangs zur Mine errichtet. Die Untersuchung des Barbara -Stollens begann im Jahr 2008. Am 25. Oktober 2017 gab die slowenische Regierung bekannt, dass die Überreste von 1416 Opfern exhumiert und auf den Dobrava-Friedhof in Tezno (Stadtgemeinde Maribor) umgebettet wurden.

## Hintergrund
Während des Zweiten Weltkriegs nutzten die deutschen Besatzer die Barbara-Grube, eine Kohlenmine 16 Kilometer südlich der Stadt Celje, zur Kohleförderung. Das Bergwerk wurde im Mai 1944 geschlossen.
Mit dem Zusammenbruch des Unabhängigen Staates Kroatien (NDH) im Mai 1945 begannen seine Streitkräfte zusammen mit anderen Achsenmächten mit dem Rückzug nach Österreich, um sich den britischen Streitkräften zu ergeben. Die sich zurückziehenden Kolonnen marschierten durch Slowenien und wurden von vielen Zivilisten begleitet. Bis zum 14. Mai wurden mehrere tausend Soldaten von den Briten aufgenommen. Am 15. Mai erreichte die Hauptkolonne die Stadt Bleiburg, wo ihre Kapitulation abgelehnt wurde und sie zu den jugoslawischen Partisanen repatriiert wurden. Diejenigen, die zuvor in britische Gefangenschaft gebracht wurden, wurden zwischen dem 18. und 31. Mai nach Jugoslawien zurückgebracht, darunter etwa 10.000 slowenische Heimwehrsoldaten.
Die Gefangenen wurden von den jugoslawischen Behörden auf Todesmärsche geschickt. Überall in Slowenien wurden Durchgangs- und Internierungslager eingerichtet, in denen eine Auswahl getroffen wurde.[15] Das OZNA (die jugoslawische Geheimpolizei) erließ genaue Anweisungen zum Umgang mit Kriegsgefangenen. Eine Weisung der OZNA vom 6. Mai 1945 sah die Liquidierung der Häftlinge vor.
Mehrere tausend Kriegsgefangene der slowenischen Heimwehr wurden mit Zügen von der österreichischen Grenze bei Dravograd nach Maribor und von dort nach Celje gebracht. Vom Bahnhof der Stadt wurden sie zu Fuß durch Celje zum nahegelegenen Lager Teharje geschickt, einem Gefangenenlager, das von der OZNA verwaltet wurde. Während der Fahrt wurden die Gefangenen geschlagen und die Zurückgebliebenen erschossen. In den Kolonnen befanden sich auch Zivilisten. Bei ihrer Ankunft im Lager wurden ihnen ihre Wertsachen abgenommen. Auch deutsche Zivilisten aus der Region Kočevje (Gottscheer) wurden nach Teharje gebracht. Etwa 7.000 bis 8.000 Menschen durchliefen das Lager Teharje.
Die Kriegsgefangenen der Heimwehr wurden in drei Gruppen eingeteilt: Die erste Gruppe bestand aus Minderjährigen, die zweite aus Personen, die weniger als fünf Monate lang Mitglieder der Heimwehr waren, und die dritte Gruppe umfasste andere. Gefangene der dritten Gruppe wurden zur Liquidation an nahegelegene Hinrichtungsstätten geschickt.  Für die Durchführung der Transporte beauftragte die OZNA Lastwagenfahrer aus dem ganzen Land. Über die Einzelheiten der Aktion wurden die Fahrer nicht informiert.

## Liquidationen
Als die jugoslawische Armee Ende Mai und Juni 1945 damit begann, ihre Gefangenenlager in Slowenien zu räumen, wurden Häftlinge aus dem Lager Teharje und dem Gefängnis Stari Pisker nachts mit Lastwagen zum verlassenen Bergwerk in Huda Jama gebracht. Die ersten Kriegsgefangenen der slowenischen Heimwehr, die in Slovenj Gradec, Velenje, Kranj und Celje ausgesucht wurden, trafen in der letzten Maiwoche ein. NDH-Truppen wurden zu Fuß gebracht. Bei ihrer Ankunft wurden Gruppen von jeweils fünf bis sechs Gefangenen bei mit Draht gefesselten Händen entkleidet. Die Opfer wurden gezwungen, über einem Minenschacht niederzuknien und wurden durch Kopfschuss oder durch Erschlagen getötet. In einigen Fällen wurden Gruppen von 20 bis 30 Gefangenen in einen Minenschacht geworfen und mit Handgranaten getötet. Mehrere Gefangene wurden lebend hineingeworfen. Nachdem die Schächte mit Leichen gefüllt waren, wurde die Mine mit Beton und Holzbarrieren verschlossen. Bei dem Massaker wurden mehr als tausend Menschen getötet.
Schätzungen zufolge kamen bei den Bleiburger Rückführungen mindestens 70.000 bis 80.000 Menschen ums Leben.
In Slowenien gibt es mehr als 600 Massengräber, die von den jugoslawischen Behörden verschwiegen wurden.

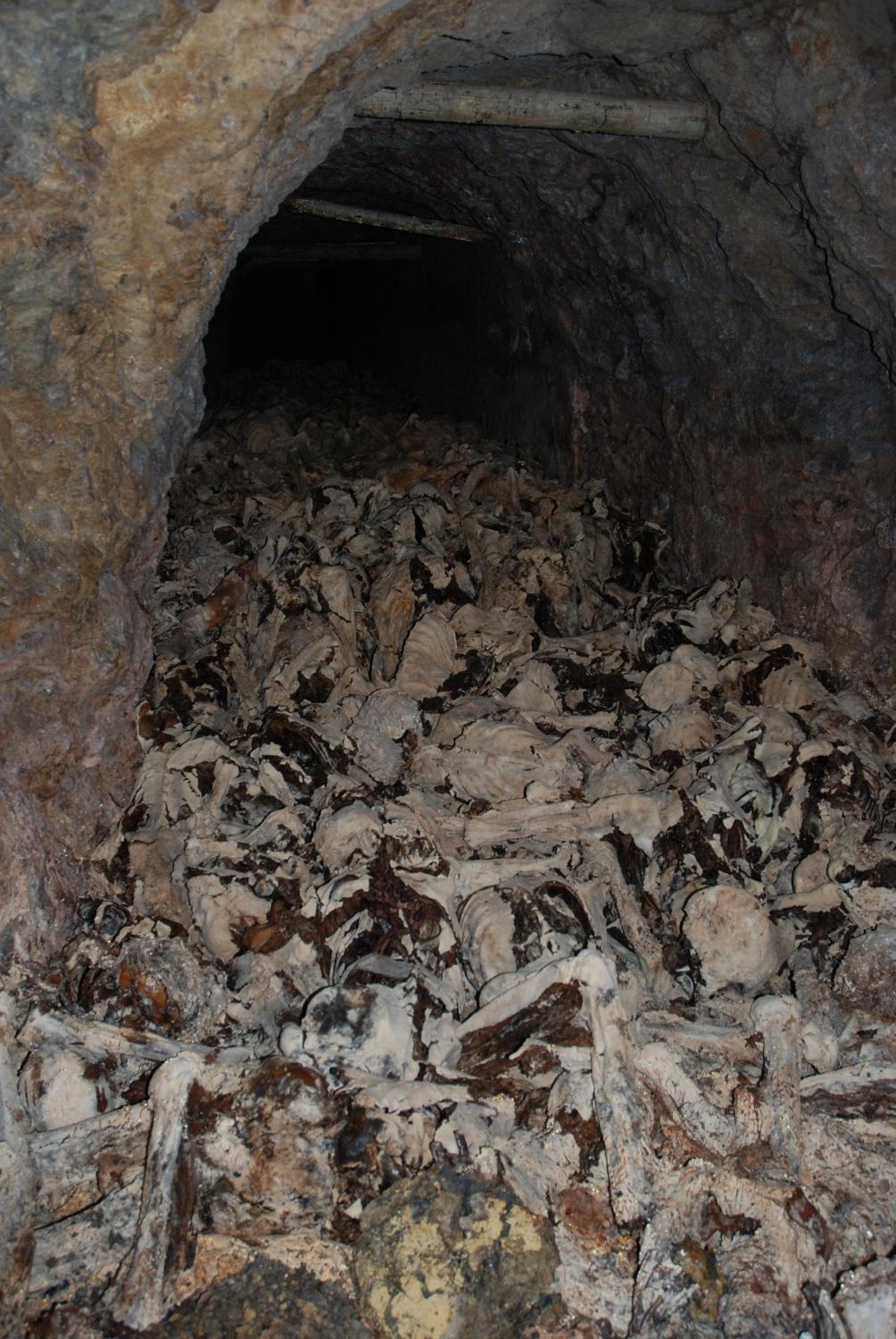
Menschliche Überreste im Barbara-Stollen

## Massengrab
Der Teil der Barbara-Grube, in dem sich die Überreste der Massaker-Opfer befanden, war hermetisch abgeriegelt. Der Rest wurde am 1. November 1945 in Betrieb genommen und förderte bis 1992 Kohle. Es gibt keine schriftlichen Daten über das Massaker in jugoslawischen Archiven.
Im Sommer 2008 ließ die slowenische Kommission für verborgene Gräberfelder den Stollen öffnen. Die erste von elf Barrieren, 300 Meter nach der Stolleneinfahrt errichtet, wurde am 24. Juli 2008 durchbrochen. Es dauerte acht Monate, um 400 m3 Gestein zu entfernen und elf Stahlbetontrennwände von jeweils 1 Meter Dicke zu durchbrechen, um zu den Überresten der Opfer zu gelangen. Die erste Leiche wurde am 23. Februar 2009 in 449 Metern Tiefe nahe der 9. Sperre gefunden. Das Opfer schien das Gemetzel überlebt zu haben und schaffte es, sieben bis acht Meter tief in die Erde zu graben, bis es eine unpassierbare Betontür erreichte und die Person erstickte. Am 3. März 2009 fanden die Ermittler 427 Leichen, die aufgrund des Sauerstoffmangels in der Mine größtenteils mumifiziert waren. An den Leichen waren noch Haare, Haut, Ohren und Nägel zu sehen. Beim Ausheben weiterer 5 Meter (16 Fuß) in einen 45 Meter tiefen Minenschacht wurden weitere 369 Leichen freigelegt. Untersuchungen ergaben, dass es sich bei den meisten Opfern um Kroaten und Slowenen handelte. Unter den Leichen fanden die Forscher orthopädische Hilfsmittel und Verbandsmaterial, so dass sich auch verwundete Soldaten unter den Opfern befanden. Es wurden auch mehrere aus Frauenhaaren geflochtene Zöpfe entdeckt.
Am 25. Oktober 2017, mehr als acht Jahre nach Öffnung des Massengrabes, gab das slowenische Ministerium für Arbeit, Familie, Soziales und Chancengleichheit bekannt, dass auf der Grundlage vorläufiger Daten anthropologischer und archäologischer Analysen insgesamt 1.416 Opfer gefunden wurden. Die sterblichen Überreste von 769 (647) Personen waren in den Jahren 2009 und 2016 exhumiert worden. Unter ihnen konnten 21 Frauen nachgewiesen werden. Das jüngste identifizierte Opfer war 17 Jahre alt gewesen.